# Rubio alla ricerca del gusto perduto
Rubio alla ricerca del gusto perduto  è stato un programma televisivo italiano di genere docu-reality, trasmesso dal 15 settembre 2019 al 20 ottobre 2019 sul Nove in prima serata, con protagonista Chef Rubio.

## Il programma
Rubio girerà il mondo per scoprire  la cultura gastronomica locale di quel Paese. La prima tappa è l'estremo Oriente, in cui lo chef gusterà cibi insoliti e molto piccanti, partendo dalla Thailandia per poi spostarsi in Cina e infine passerà il confine che divide Cina e Vietnam.

## Puntate

### Prima stagione
| Puntata | Percorso                               | Prima TV          | Telespettatori  | Share        |
| ------- | -------------------------------------- | ----------------- | --------------- | ------------ |
| 1       | Estremo Oriente - Thailandia (parte 1) | 15 settembre 2019 | 373.000 468.000 | 1,82% 2,30 % |
| 2       | Estremo Oriente - Thailandia (parte 2) | 16 settembre 2019 | 356.000         | 1,57%        |
| 3       | Estremo Oriente - Cina (parte 1)       | 22 settembre 2019 | 367.000         | 1,60%        |
| 4       | Estremo Oriente - Cina (parte 2)       | 29 settembre 2019 | 344.000         | 1,50%        |
| 5       | Estremo Oriente - Vietnam (parte 1)    | 6 ottobre 2019    | 242.000         | 1,00%        |
| 6       | Estremo Oriente - Vietnam (parte 2)    | 13 ottobre 2019   | 367.000         | 1,60%        |
| 7       | Estremo oriente - Vietnam (parte 3)    | 20 ottobre 2019   | 274.000         | 1,20%        |